# 共和民主連合 (ガボン)
共和民主連合（きょうわみんしゅれんごう、フランス語: Rassemblement des démocrates républicains、略称:RDR、英語: Rally of Republican Democrats）は、ガボンの政党。
2006年12月17日から12月24日の総選挙では下院国民議会に1議席を獲得した。